# Celavisa
Celavisa es una freguesia portuguesa del concelho de Arganil, con 15,39 km² de superficie y 283 habitantes (2001). Su densidad de población es de 18,4 hab/km².